# Castillo de Český Šternberk
El castillo de Český Šternberk (en checo: Hrad Český Šternberk) es un castillo bohemio de mediados del siglo XIII, ubicado en el lado oeste del río Sázava, con vistas al pueblo con el mismo nombre de la Región de Bohemia Central en la República Checa. Es un antiguo castillo gótico que fue construido, y todavía es propiedad de miembros de la misma familia. El castillo de Český Šternberk es hoy una residencia que posee un largo patrimonio histórico y arquitectónico y representa un atractivo destino turístico abierto al público. Está considerado uno de los castillos bohemios góticos mejor conservados.

## Nombre
El nombre Šternberk deriva del idioma alemán y es la ortografía checa de la palabra compuesta alemana Sternberg (literalmente: Stern significa "estrella" y Berg significa "montaña"). Tiene su origen del fundador del castillo, el escudo de armas de Zdeslav de Divisov, con una estrella dorada de ocho puntas. Finalmente cambió su apellido a Sternberg y el símbolo heráldico fue acompañado por el lema: «La estrella que nunca cae».

## Historia
El castillo fue construido inicialmente en 1241 por Zdeslav de Divisov, más tarde llamado Zdeslav Sternberg. El desarrollo de nuevas armas de fuego en el siglo XIV supuso una amenaza inesperada para la defensa del castillo. Sus arquitectos del siglo XIII no habían previsto el peligro de las armas de fuego de largo alcance y su refuerzo se convirtió en una necesidad.  Durante este período, las fortificaciones del castillo Český Šternberk se mejoraron a través de la construcción en el norte de una torre de tres pisos, que estaba conectada al castillo por una muralla. En 1467 el castillo fue tomado por los ejércitos reales de Jorge de Podiebrad ( en checo: Jiří z Poděbrad ). Más tarde, el castillo en ruinas fue recuperado por la familia aristócrata de Šternberk, quien, entre el siglo XV y XVI, reconstruyó el castillo, renovó su sistema defensivo y lo amplió con la construcción de una nueva torre cilíndrica en el sur y la mazmorra en el norte. El castillo logró sobrevivir al saqueo de los rebeldes en 1627, durante la Guerra de los Treinta Años. Con la muerte de Jan Václav en 1712, la rama Holicý de la familia Sternberg se extinguió y su propiedad pasó a otras familias, que en 1751 construyeron el palacio inferior junto a la pared circundante.
La propiedad del castillo fue devuelta a la familia Sternberg en 1841 cuando Zdeněk de Sternberg de la rama de la familia Konopiště lo compró. Permaneció en la propiedad de Sternberg hasta 1949 cuando fue «nacionalizado» por el gobierno comunista de la República de Checoslovaquia. La familia se mudó a un pequeño apartamento en Praga y Jiří Sternberk, acordó trabajar como mayordomo en su propiedad, que se convirtió en un lugar turístico. Después de la caída del comunismo y la Revolución de Terciopelo, en 1992, gracias a la ley de restitución, el castillo Český Šternberk regresó al hijo de Jiří, el conde Zdeněk Sternberg, actual propietario del castillo.

## Arquitectura
El castillo fue construido originalmente como un castillo gótico. Eventualmente sufrió varios períodos de reconstrucciones y fortificación adicional y las características arquitectónicas góticas fueron en parte ocultas por las nuevas reconstrucciones. Especialmente los interiores del castillo se realizaron bajo los estilos barroco y rococó. En 1760, el maestro Carlo Brentano realizó un estucado elaborado y las representaciones de los interiores de los pasillos. El castillo ofrece una rara colección de 545 grabados de cobre, que representan toda la historia de la Guerra de los Treinta Años. Además, se exhiben dentro de sus salas colecciones de armas históricas y trofeos de caza.

## Localización
El castillo se encuentra dentro del distrito de Benešov en la región de Bohemia Central de la República Checa. Ubicado en la cima de un abrupto acantilado de granito en la ribera occidental del río Sázava, en la ciudad con mercado de Český Šternberk, a 50 kilómetros de distancia en coche al sureste de la capital Praga a lo largo de la autopista D1.

## Galería de imágenes

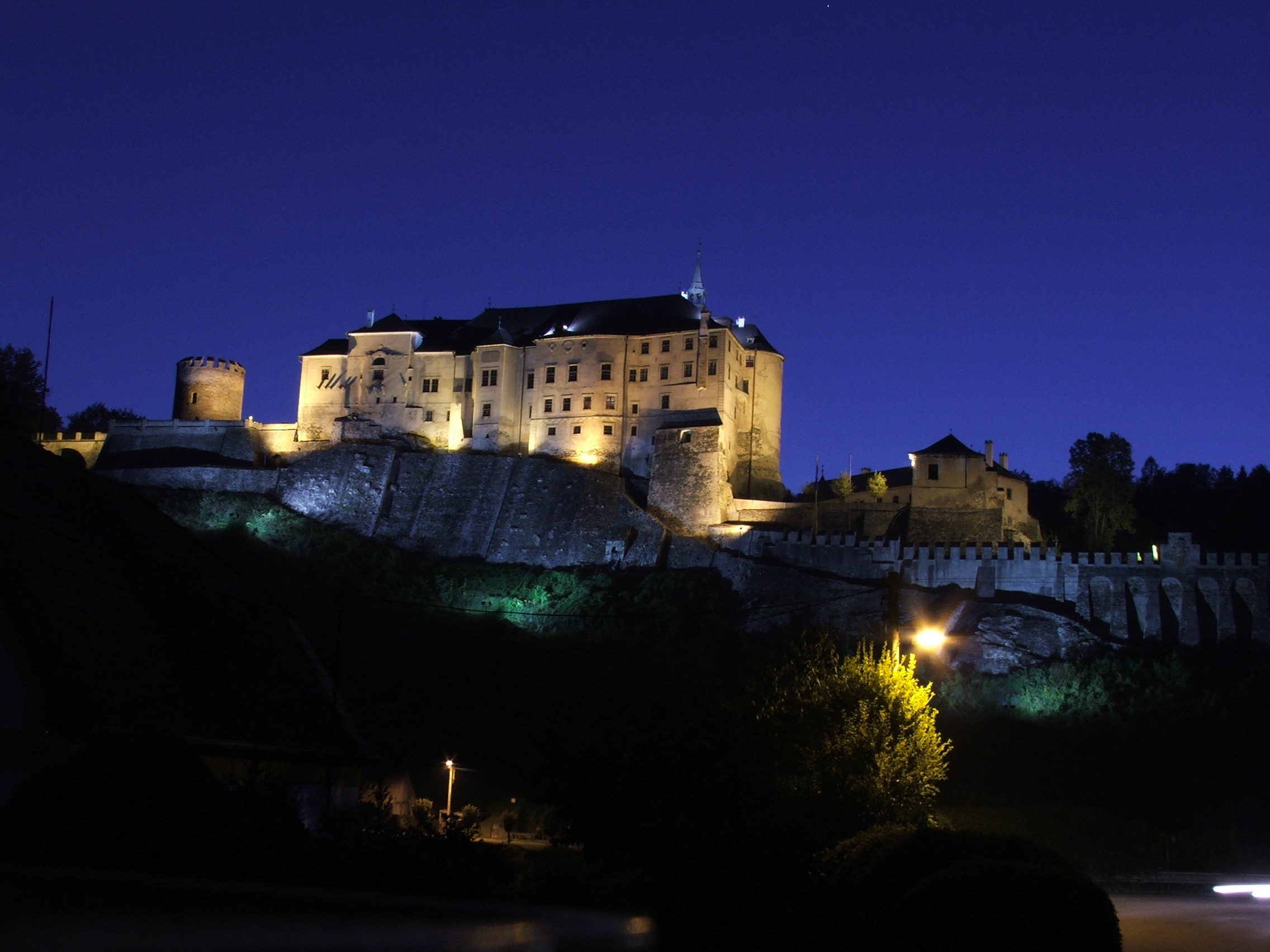
Castillo de Český Šternberk por la noche
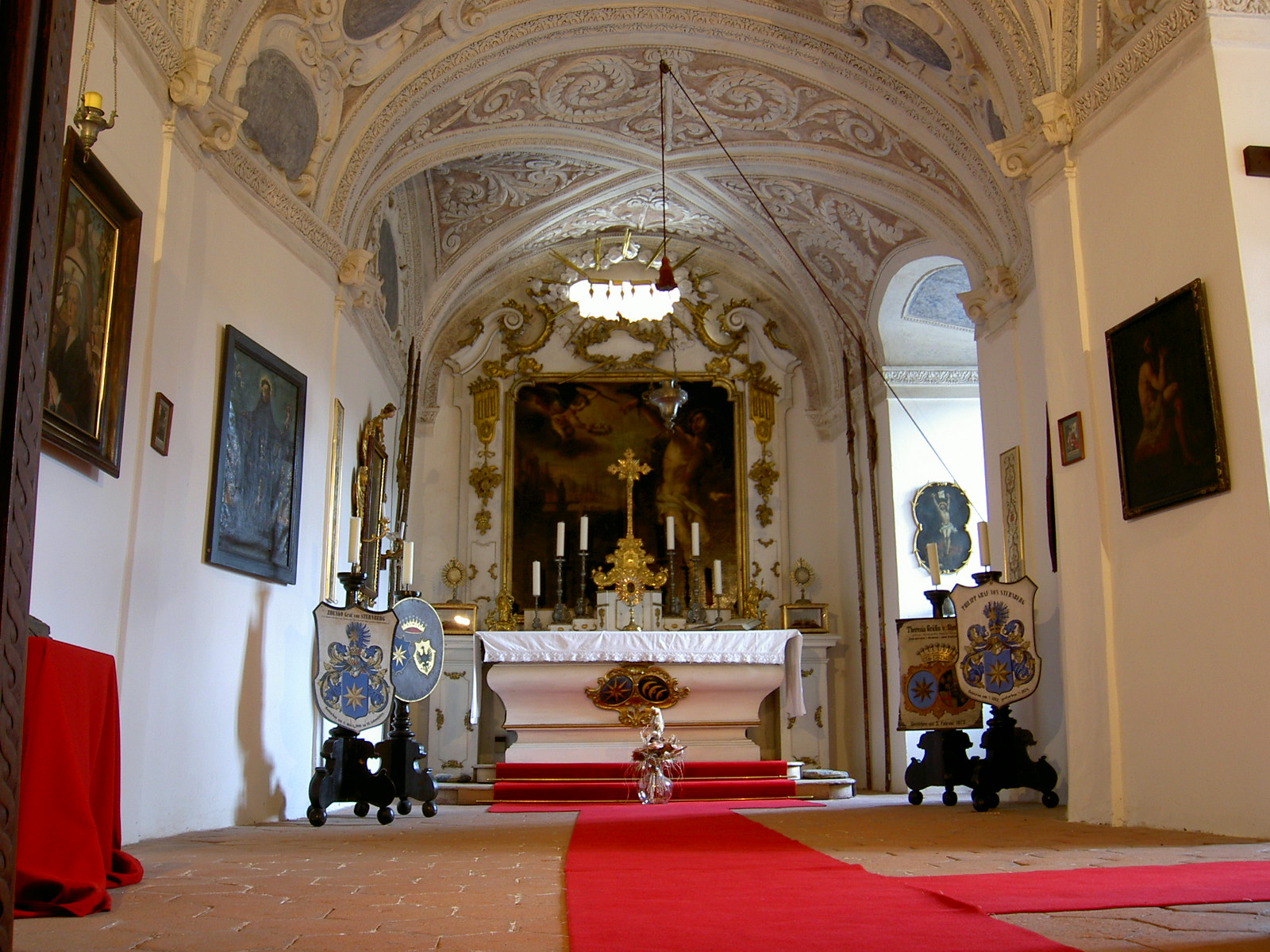
Capilla de san Sebastián en el interior del castillo
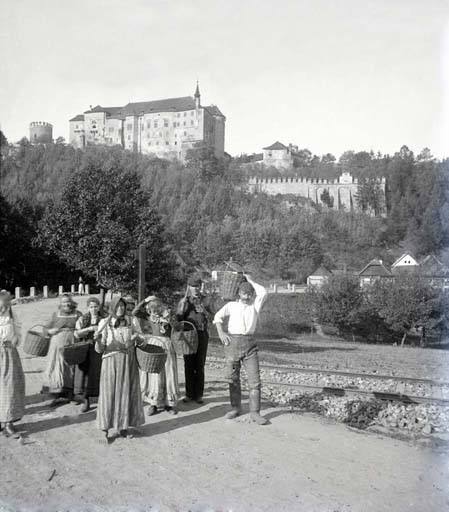
El castillo en 1892
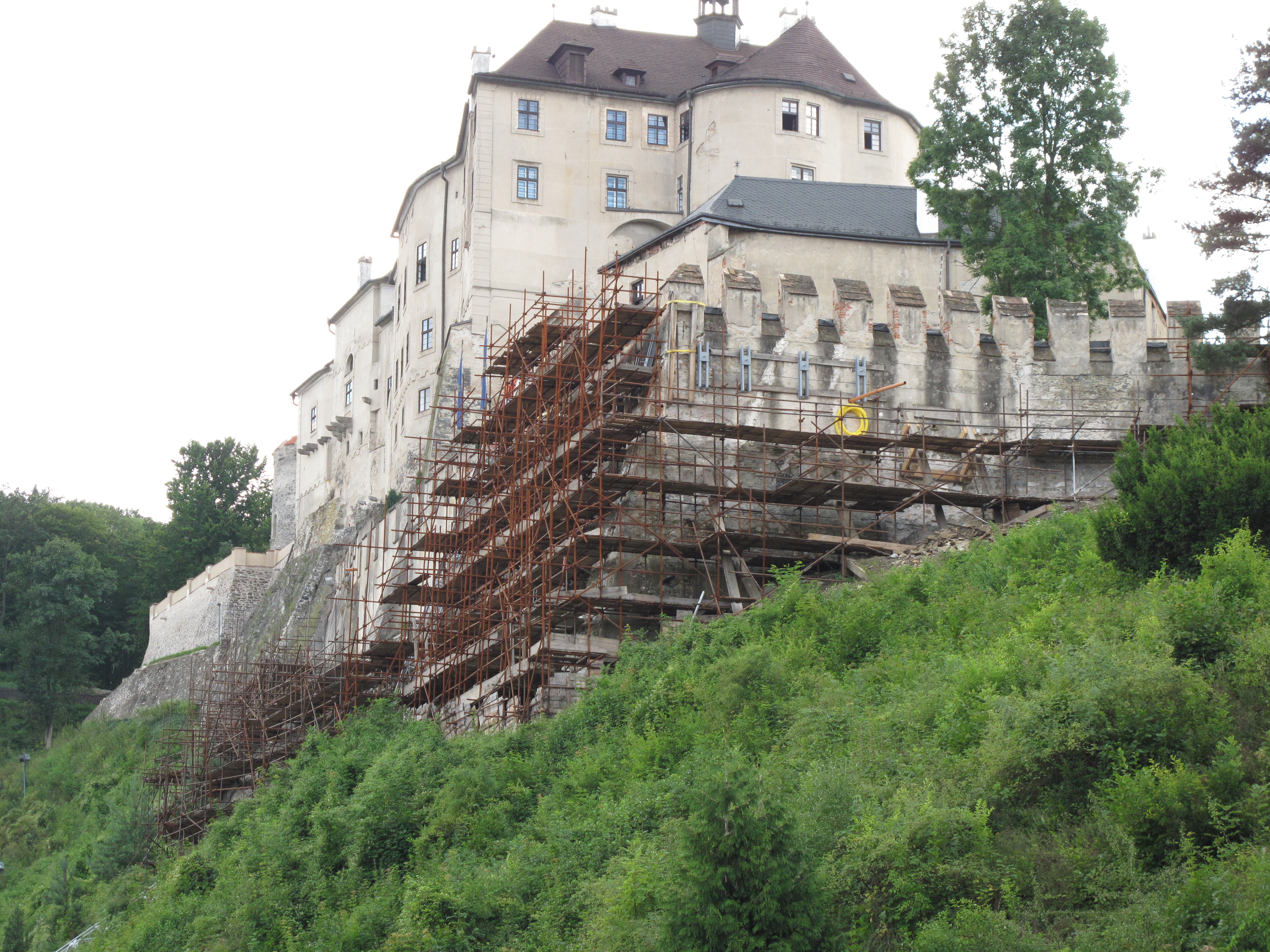
Reconstrucción menor al norte del castillo en agosto de 2010